# Another Day (드림 시어터의 노래)
"Another Day"는 Images and Words 앨범의 두 번째 트랙이자 밴드의 첫 번째 싱글 앨범이다. Another Day는 이후에 Live at the Marquee의 일본반이나 Live Scenes from New York, Score DVD의 보너스 트랙 등으로도 실렸다. 존 페트루치가 그의 아버지의 암투병과 관련된 이야기를 가사로 썼다. 'Spyro Gyra'의 밴드 멤버이자 'BearTracks Studio'의 오너인 제이 베켄스테인(Jay Beckenstein)이 곡의 소프라노 색소폰을 녹음했다.
밴드는 당초 발라드 성향이 짙은 이 곡이 큰 인기를 얻을 것이라 생각했으나, 예상외로 Pull Me Under가 공중파에서 인기를 얻게되었다. 뮤직비디오도 촬영했으며, Images and Words: Live in Tokyo 앨범에 실렸다.

## 곡 목록
전체 작사: 존 페트루치. 전체 작곡: 드림 시어터
| #             | 제목                         | 재생 시간 |
| ------------- | ---------------------------- | --------- |
| 1.            | 〈Another Day〉              | 4:26      |
| 2.            | 〈A Fortune in Lies (Live)〉 | 5:18      |
| 3.            | 〈Another Day (Live)〉       | 4:39      |
| 총 재생 시간: | 총 재생 시간:                | 14:23     |

## 구성원
- 제임스 라브리에 - 보컬
- 케빈 무어 - 키보드
- 존 명 - 베이스 기타
- 존 페트루치 - 기타
- 마이크 포트노이 - 드럼
- 제이 베켄스테인 - 색소폰